# Stephen Decatur

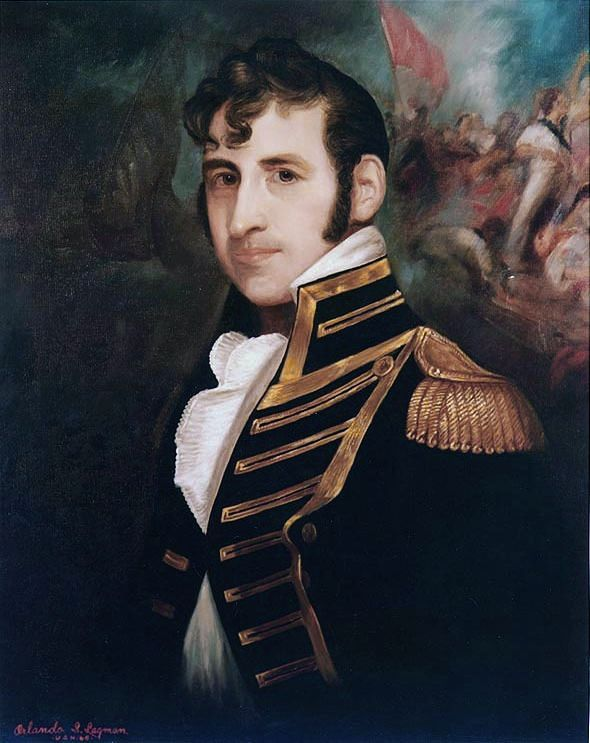
Stephen Decatur jr.

Commodore Stephen Decatur jr., Sinepuxent in Maryland 5 januari 1779 - Washington 22 maart 1820, was een Amerikaans marineofficier bij de United States Navy. Hij is vooral bekend door zijn rol in de Tweede Barbarijse Oorlog en in de Oorlog van 1812, waar hij zich moedig heeft gedragen. Stephen Decatur was de jongste marineofficier die captain, kapitein ter zee, in de Amerikaanse Marine werd, die toen nog niet lang bestond.

## Jeugd
Stephen Decatur jr. was een zoon van Stephen Decatur sr. en Ann Pine. Hij doorliep de Episcopal Academy en studeerde daarna aan de Universiteit van Pennsylvania, samen met onder andere Richard Somers en Charles Stewart. Zijn vader was ook marineofficier, die het bevel voerde op verscheidene schepen. Stephen A. Decatur (1815-1876), die een neef van Decatur jr. was, claimde een toegewezen grond in het gebied van de Omaha-indianen en stichtte later de stad Decatur in Nebraska.
Stephen Decatur jr. trouwde op 8 maart 1806 met Susan Wheeler, de dochter van de burgemeester van Norfolk in Virginia.

## Militaire loopbaan

### Eerste opdrachten
Stephen Decatur werd op 17-jarige leeftijd tewerkgesteld in de scheepsfirma van Gurney & Smith, als toezichthouder voor de afwerking van het fregat USS United States.

### Quasi-oorlog
Decatur nam dienst gedurende de gehele periode van de Quasi-oorlog, een oorlog zonder duidelijke aanleiding tegen Frankrijk. Decatur werd in 1798 midshipman, dus adelborst aan boord van de USS United States en werd in 1799 luitenant. Decatur diende kortstondig aan boord van de sloep USS Norfolk maar keerde weldra terug naar zijn vertrouwde USS United States. Na de Quasi-oorlog werd het aantal actieve schepen en officieren in de Amerikaanse Marine gereduceerd. Decatur was een van de weinigen die nog in marinedienst bleven.

### Eerste Barbarijse Oorlog
Hij kreeg in 1803 het bevel over de brik USS Argus en voer daarmee tijdens de Eerste Barbarijse Oorlog tegen Tripoli naar de Middellandse Zee. Aangekomen in het oorlogsgebied voerde luitenant Decatur het bevel over de schoener USS Enterprise en op 23 december 1803 veroverde hij de ketch Mastico op de Barbarijse zeerovers.
Dit schip werd door de Amerikaanse Marine onder de naam USS Intrepid in gebruik genomen en door Decatur op 16 februari 1804 gebruikt voor een nachtelijke aanval in de haven van Tripoli om het het voormalige fregat USS Philadelphia te vernietigen. De Philadelphia was in handen van Tripoli gevallen nadat het aan de grond was gelopen, door Barbarijse piraten werd gekaapt en niet door het kleine getijdeverschil van de Middellandse Zee meer kon ontsnappen. Admiraal Nelson noemde Decaturs actie in deze The most bold and daring act of the age!, Het meest stoutmoedige en gewaagde optreden van de eeuw! De Amerikanen moesten hard roeien om met hun Intrepid te ontsnappen aan het vuur van het havengeschut, wat hen ook gelukte.
Door deze gedurfde en succesvolle onderneming werd luitenant Decatur een nationale held, wat werd bevestigd en hij de leiding kreeg over de beschietingen van Tripoli op 3 augustus 1804. Hij leidde die dag bij het enteren van een vijandelijke kanonneerboot man-tegen-mangevechten en veroverde deze. Decatur werd vervolgens gepromoveerd tot de rang van kapitein en voerde gedurende de volgende acht jaar het bevel over diverse fregatten.

### Oorlog van 1812
Decatur diende ook in de Oorlog van 1812. De Verenigde Staten verklaarden op 14 juni 1812 de oorlog aan Groot-Brittannië. De USS United States, onder bevel van Decatur, het fregat de USS Congress, bewapend met 36 kanons, en de brik USS Argus met 18 kanons voegde zich bij het eskader van Commodore John Rodgers en vertrokken vanuit New York naar zee. Ze kruisten voor de Amerikaanse oostkust tot eind augustus. Het eskader zeilde op 8 oktober 1812 weer uit, ditmaal vanuit Boston. Drie dagen later, nadat ze de Mandarin hadden veroverd, verliet de USS United States de vloot en voer verder oostwaarts. Bij dageraad op 25 oktober, ongeveer 500 zeemijl ten zuiden van de Azoren, meldde de uitkijkpost een zeil op 12 zeemijl, dus 19 km, aan de loefzijde, aan de windzijde. Terwijl Decatur naar het schip aan de horizon koerste, herkende hij het onbekende schip als de Britse HMS Macedonian.
De USS United States en de HMS Macedonian hadden in 1810 beide in de haven van Norfolk, Virginia gelegen, maar toen was er nog geen strijd tussen beide landen. De Britse kapitein John Carden pochte met een weddenschap om een hoed van beverpels dat als de twee schepen elkaar ooit tijdens een zeegevecht zouden ontmoeten, de Macedonian zeker zou zegevieren. De United States boekte echter een eenvoudige overwinning en dwong de toegetakelde Macedonian tot overgave. Decatur nam het fregat in en stuurde het als oorlogsbuit en na reparaties terug naar de Verenigde Staten.
De USS Unites States verliet op 24 mei 1813 na herstelwerkzaamheden in gezelschap van de USS Macedonian en de brik USS Hornet de haven van New York. De drie schepen werden op 1 juni door een sterk Brits eskader naar de haven van New London in Connecticut gedwongen. De United States en Macedonian werden door de Britse blokkadevloot tot het einde van de oorlog belet weer uit te varen.
Decatur bracht in de lente van 1814 zijn bevelvoerend vaandel naar de USS President, een vlaggenschip met 44 kanons van zijn nieuwe eskader met de USS Hornet, een sloepbrik met 22 kanons, de USS Peacock en de USS Tom Bowline met 12 kanons aan boord. Door de Britse blokkade van de havens had hij maar weinig bewegingsvrijheid.
Decaturs eskader werd in januari 1815 ingezet voor een missie in Oost-Indië, maar hiervoor moest het eskader eerst de Britse blokkade omzeilen, wat ook lukte. Ze voeren daarna naar Tristan da Cunha. Hij voer op 15 januari, de dag na de uitbraak, uit de haven van New York en bereikte het Britse West-Indië eskader nabij Razee. Deze Britse vloot bestond uit de HMS Majestic, met 65 kanons en de fregatten HMS Endymion met 40 kanons, de HMS Pomone, uitgerust met 38 kanons en de HMS Tenedos, met 38 kanons.
De USS President liep bij een poging de achtervolgende Britse vloot te ontwijken aan de grond. De Britse HMS Endymion was de eerste die het bereikte, maar na een vuurgevecht lukte het Amerikaanse fregat het toch het Britse fregat uit te schakelen. Decaturs schip trok weer vlot maar door de schade, toegebracht door de HMS Endymion, werd hij alsnog door de HMS Pomone en de HMS Tenedos ingehaald. Na weer een vuurgevecht moest het beschadigde Amerikaans fregat zich overgeven. Decatur zei later: My ship crippled, and more than a four-fold force opposed to me, without a chance of escape left, I deemed it my duty tot surrender !. Mijn schip was kreupel, en met meer dan een viervoudige vijandige strijdmacht tegenover mij, zonder een kans om te ontsnappen, oordeelde ik het als mijn plicht om mij over te geven! Tijdens de gevechten sneuvelden op de President 24 manschappen en werden er 55 gewond, waaronder Decatur zelf, die door een grote rondvliegende houtsplinter werd verwond.
Decatur en zijn mannen werden als krijgsgevangenen naar Bermuda weggevoerd. Hij reisde op 8 februari 1815, na het beëindigen van de vijandelijkheden tussen de Verenigde Staten en Engeland, aan boord van de HMS Narcissus naar New London, Connecticut vanwaar hij op 26 februari aankwam in New York om te herstellen.

### Tweede Barbarijse Oorlog
In mei 1815 voer commodore Stephen Decatur jr. met zijn eskader van 9 schepen naar de Middellandse Zee om in de Tweede Barbarijse Oorlog mee te doen en een einde te maken aan de praktijken van de Barbarijse piraten. De Barbarijse staten werden tot herstelbetalingen verplicht voor de door hen toegebrachte schade aan de Europese en Amerikaanse handelsbelangen in de Middellandse Zee. Decatur zelf werd aangesteld om de zaak te regelen in Algiers.
De Verenigde Staten hadden het Algerijnse vlaggenschip Mashouda en de Algerijnse brik Estedio veroverd en daarmee een sterke onderhandelingspositie. Er kwam nog maar moeizaam een overeenkomst met de Bei tot stand. De Amerikaanse gevangenen moesten weer worden vrijgelaten en er moesten schadevergoeding worden betaald. Een nieuw verdrag werd binnen 48 uur afgesloten nadat Decatur in Algiers was aangekomen. Decatur voer na de vrede met Algiers met zijn smaldeel naar Tunis en Tripoli voor het opeisen van de gevraagde schadevergoedingen en keerde daarna naar de Verenigde Staten terug.
Hij stond na deze campagne bekend als: The Conqueror of the Barbary Pirates, De Veroveraar van de Barbarijse Piraten.

## Familie
Stephen Decatur diende tussen 1816 en 1820 als marinecommissaris in Washington en was gedurende zijn ambtstermijn actief in het sociale uitgaansleven in Washington D.C.. Hij deed bij een van de gelegenheden een geruchtmakende uitspraak: Our Country! In her intercourse with foreign nations may she always be in the right, but right or wrong, our country! Ons Land! In haar omgang met de buitenlandse naties moge ze altijd rechtvaardig zijn, maar juist of verkeerd, ons land! Zijn uitspraak wordt dikwijls verkeerd geciteerd als: My Country, right or wrong!.
Hij liet in 1818 in Washington een huis bouwen, dat door Benjamin Henry Latrobe was ontworpen. Dit Decatur House is nu een museum en ligt aan het President's Square, Lafayette Square.

### Dood
Commodore James Barron daagde Stephen Decatur in 1820 uit tot een duel, die voor een deel op een opmerking betrekking had over de leiding door Barron in de Chesapeake-Leopard-affaire van 1807. Decatur had daarbij had als deelnemer aan een krijgsraad meegedaan, die Barron schuldig had bevonden wegens de slechte voorbereiding van de strijd tussen de USS Chesapeake en de HMS Leopard. Barron werd hiervoor voor vijf jaar uitgesloten van bevelvoerende dienst.
Barrons secondant was kapitein Jesse Elliott, bekend om zijn weerzin tegen Decatur. Decatur vroeg zijn 'vriend' commodore William Bainbridge als zijn secondant. Decatur wist niet dat deze een langdurige wrok jegens hem koesterde. Het duel zou met het pistool worden uitgevochten en niet met de gebruikelijke sabels. Decatur was daar meer bedreven in, maar het lot bepaalde anders.
De twee officieren vochten op 22 maart 1820 het duel uit op het terrein van Bladensburg Field in Bladensburg, in Maryland, nu Colmar Manor. Barron sprak voor het tweegevecht tot Decatur verzoenende woorden, maar de secondanten deden geen poging om het geschil te stoppen. Stephen Decatur was met het pistool een geoefend schutter en het was alleen zijn intentie was om Barrow te verwonden en niet te doden. Met hun ruggen naar elkaar toe stapten ze in getelde passen weg van elkaar, naar een bepaalde schootsafstand. Hierop draaiden de twee officieren zich naar elkaar toe en schoten met hun pistool naar de tegenstander. Stephen Decatur werd dodelijk gewond door een schot in de onderbuik. Decatur had zelf Barron een ernstige, doch niet dodelijke, verwonding toegebracht, in zijn heup.
Toen Stephen Decatur langzaam lag te sterven in zijn huis aan Lafayette Square, riep hij: I did not know that any man could suffer such pain!, Ik wist niet dat iemand dergelijke pijnen kon uitstaan!. Hij stierf kort daarna. Ofschoon hij zijn weduwe 75.000 dollar naliet, toen een aanzienlijk bedrag, stierf zij in 1860 in armoede.

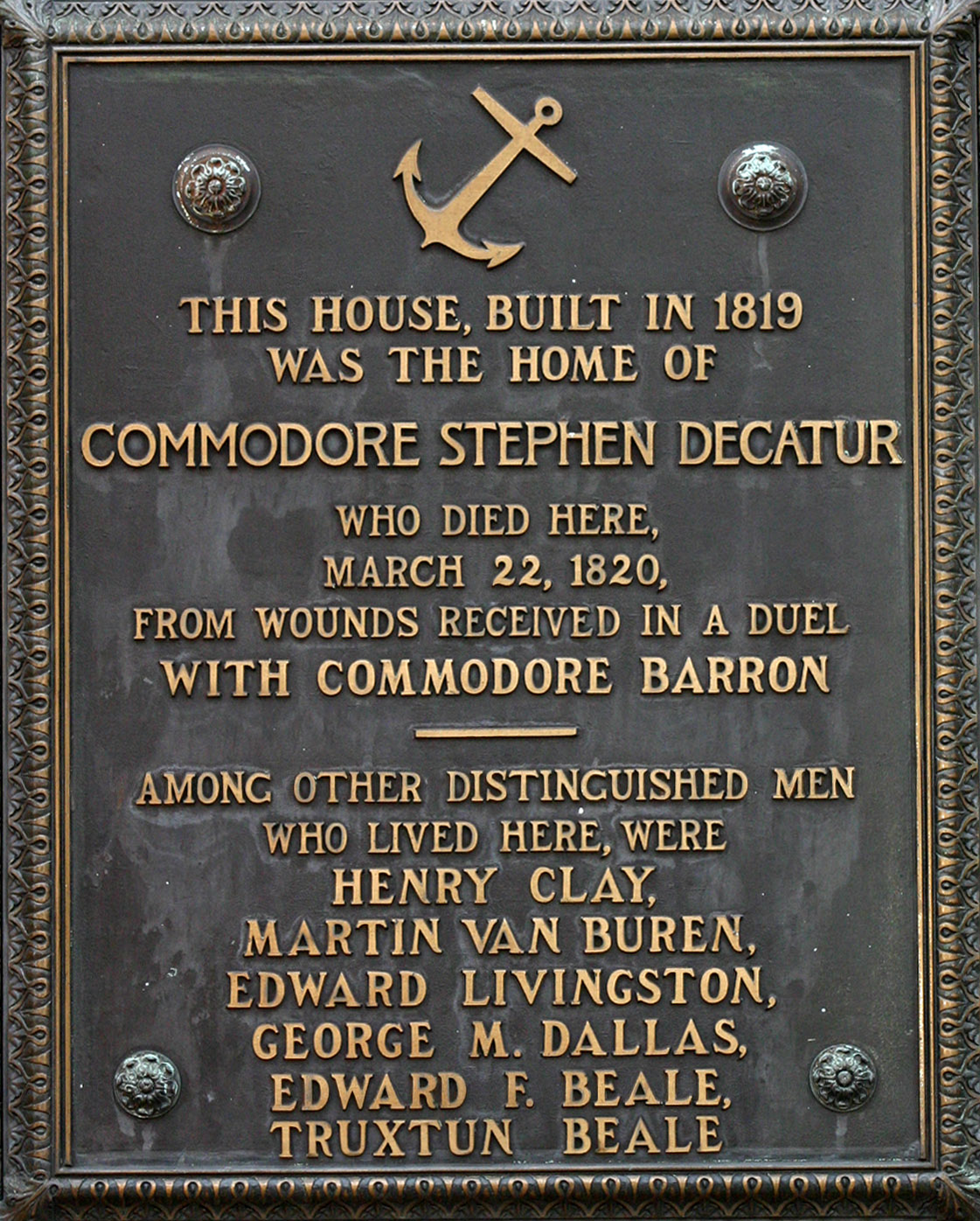
Plaquette van Stephen Decatur op Lafayette Square in New York

Decaturs begrafenis werd bijgewoond door de elite van Washington, inclusief de president en leden van het Hooggerechtshof, alsook de meeste vooraanstaande leden van het Congres. Meer dan 10.000 burgers begeleidden de begrafenisstoet, uit respect en uit eerbetoon voor hun nationale held.
Hij werd eerst tijdelijk bijgezet in de tombe van Joel Barlow te Washington, maar later naar Philadelphia overgebracht, waar hij in de St. Peter's Church is begraven. Zijn in 1808 overleden vader, Stephen Decatur sr., werd daarna ook in de kerk bijgezet, maast elkaar.

## Eerbetoon
Vijf Amerikaanse marineschepen zijn naar Stephen Decatur genoemd, evenals ten minste 46 plaatsen en verschillende scholen.
Decatur stond met een gegraveerd portret op het verzilverde certificaat, dus een bankbiljet van 20 dollar uit 1886.

## Bevelhebber
Decatur heeft het bevel over de volgende schepen gevoerd:
- USS Enterprise
- USS Congress
- USS Chesapeake
- USS United States
- USS President
- USS Constitution
- USS Guerriere

## Websites
1. Biographies in Naval History – Kapitein Stephen decatur, 5 januari 1779 - 22 maart 1820
2. Oorlog van 1812 – Commodore Stephen Decatur
3. De geschiedenis over Stephen Decatur
4. Stephen Decatur House
5. Stephen Decatur
6. Fotogalerij
7. Overwinning in Tripoli
8. Worcester County, Berlin, Maryland. Public Schools, Stephen Decatur High School
9. Stephen Decatur Elementary, Indianapolis, Indiana